# Тархата (приток Чуи)
Тархата (Тархатты; в низовье около устья также — Чаганка) — река в России, протекает по Кош-Агачскому району Республики Алтай. Устье реки находится в 207 км от устья реки Чуи по левому берегу. Длина реки составляет 83 км, площадь водосборного бассейна — 1700 км².
Высота устья — 1743 м над уровнем моря.

## Бассейн
- 4 км: протока Дженишкетал (пр)
  - 11 км: Ортолык (пр)
  - 23 км: Курлей (лв)
- 14 км: Чаганбургазы (пр)
  - 16 км: река без названия (пр)
  - 42 км: Саржематы (лв)
    - Делика (лв)

  - 44 км: Баян-Чаган (пр)
    - Карасу (пр)
- Дыстой (пр)
- Тагаты (лв)
- 64 км: Каланегир (Казаныгир) (пр)
  - 2 км: Нарынкол (пр)
  - Малый Казаныгир
- 72 км: Курук (пр)

В верхнее течение слева впадает протока из озера Тархатинское.

## Данные водного реестра
По данным государственного водного реестра России относится к Верхнеобскому бассейновому округу, водохозяйственный участок реки — Катунь, речной подбассейн реки — Бия и Катунь. Речной бассейн реки — (Верхняя) Обь до впадения Иртыша.